# Ryssluft

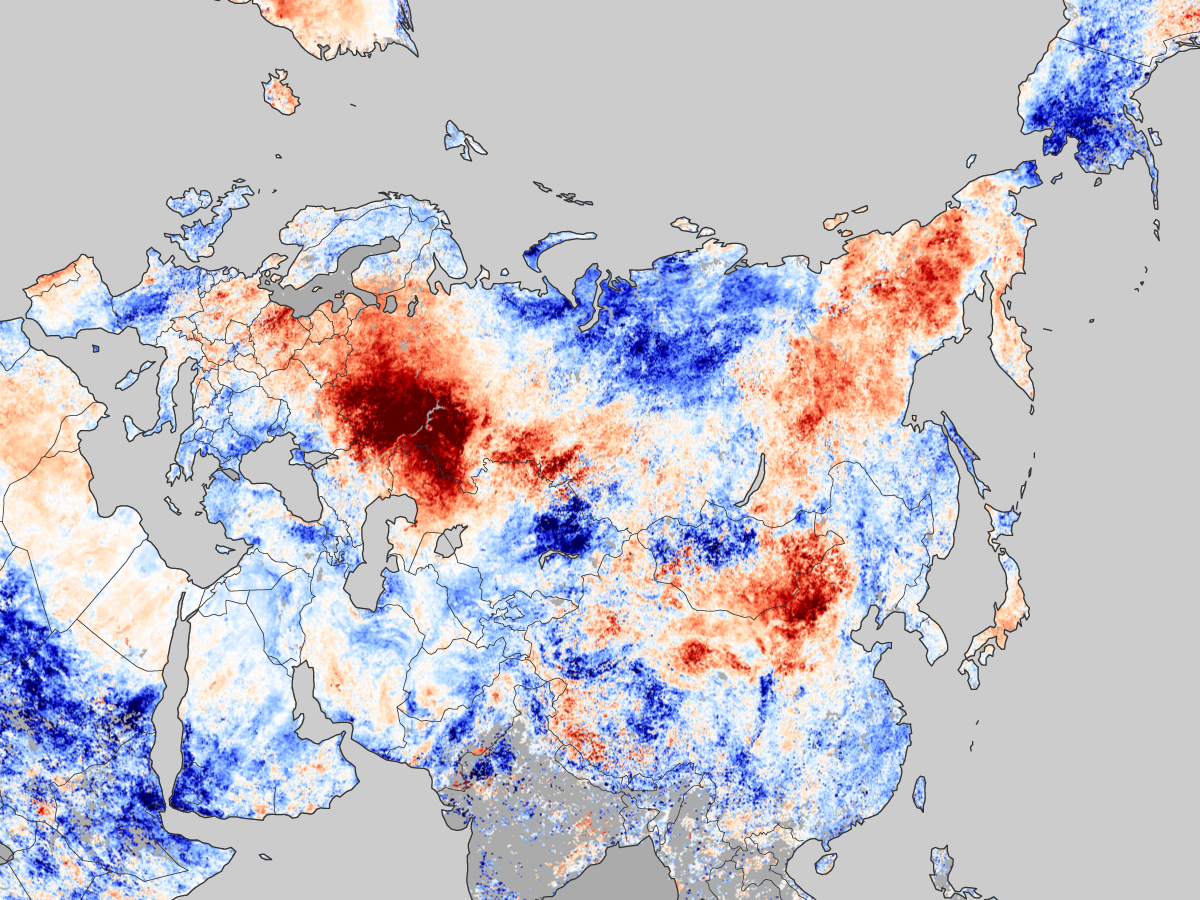
Kartan visar temperaturavvikelser från det normala i slutet av juli 2010. En kraftig värmebölja i västra Ryssland syns som mörkrött och letade sig delvis in över delar av östra Europa.

Ryssluft är främst ett medialt uttryck som används i meteorologiska sammanhang i svenskan. Ryssluft innebär att ett kraftigt högtryck över centrala eller norra Ryssland för in främst ostliga vindar över delar av Europa, som i vissa fall kan ge extrema temperaturer. Luft roterar medurs runt högtryck på norra halvklotet på grund av Corioliseffekten. Ryssluft, som även kallas rysskyla och ryssvärme beroende på temperatur, är inte så vanligt i Skandinavien eftersom luftmassor vanligen drar in från annat håll där.

## Vintertid
Under vintern när ett högtryck ligger över norra Ryssland kan det ge 35-40 minusgrader i södra Ryssland. Vid ostvindar förs denna luft västerut mot Europa och kan lokalt ge 40 minusgrader i till exempel Ungern, Finland och Sverige. I svensk media talas ofta om rysskyla i dessa sammanhang.
Rysskylan medför hårda vindar och ymniga snöfall runt högtrycket, som lokalt kan ge snödjup på 1 meter. När ryssluften förs över Östersjön och Bottenhavet och vattnet inte är tillräckligt kallt bildas snöbyar (ibland också snökanoner) som drar in över Sveriges ostkust med vindarna.

## Sommartid
Sommartid kan ett högtryck över Ryssland ge temperaturer uppemot 35-40 plusgrader i Ryssland. Ibland förs varmluften in med ostliga vindar över delar av Europa och kan ge omkring 30 plusgrader i norra Skandinavien och vid Ishavskusten. Den kallas ofta ryssvärme i svenska medier. På våren kan ryssvärmen även medföra översvämningar när snösmältningen påskyndas. Vid gränsen till svalare luft kan det förekomma kraftigt regn och åska.